# Xera
Xera (oficialment i en castellà, Chera) és un municipi del País Valencià que oficialment es troba a la comarca de la Plana d'Utiel-Requena, però geogràficament i històricament se'l considera part de la comarca dels Serrans.
Limita amb Requena (a la mateixa comarca); amb Xestalgar, Loriguilla i Sot de Xera (a la comarca dels Serrans); i amb Setaigües (a la Foia de Bunyol).

## Geografia
La superfície del terme és molt abrupta i muntanyosa, amb altures superiors als mil metres. Destacar les alineacions del Pico Ropé, del Burgal, de Enmedio i del Tejo; totes emmarcades dins del Sistema Ibèric.
A l'entrada del congost de Tormagal es troba la presa de l'embassament de Buseo, que ocupa la vall del mateix nom i regula les aigües del riu Reatillo, de règim pluvial mediterrani. Nombrosos barrancs drenen el terme, alguns amb curs permanent d'aigua, com el de la Hoz, i altres d'aigües temporals: Ropé, Agua, Ermita, Umbría, La Viña, Palancar, Burgal i Covachuela.
Les roques calcàries que conformen les muntanyes xeranes han sigut excavades i modelades pel Reatillo i els seus afluents, que han llaurat congosts profunds. A vegades s'estrenyen formant estretes goles, com el barranc de la Hoz, que forma nombroses basses d'aigües cristal·lines i transparents.

## Història
Xera va ser fundada pels almoràvits, qui en el segle xii van construir el seu castell, situat sobre un promontori aigües avall del Tormagal i al costat del riu. Davall del mateix riu es va formar un nucli de població que va rebre el nom de Sot de Xera. En 1238 va passar a pertànyer al Regne de València, com a localitat fronterera amb el Regne de Castella. Van posseir el senyoriu els Lihory, fins que en 1371, Pere el Cerimoniós li'l va concedir a l'infant Martí. Després va passar a la família Mompalau.
Per la seua situació, durant la Guerra de les fronteres va ser presa per tropes castellanes, de manera que passà a formar part del Regne de Castella fins a l'any 1436, quan va finalitzar el conflicte. En 1525 els moriscs varen ser expulsats i Xera va quedar despoblada fins a 1540, quan s'hi establiren 12 famílies cristianes. A partir de llavors s'unifiquen les corones de Castella i Aragó, però el territori va continuar pertanyent a una família valenciana fins al 1800, quan va passar a les mans de la Duquessa d'Almodóvar (Còrdova). En 1814 passà al Baró de Cortes de Pallars, però ja a la fi del segle xix José Enríquez Juana, un jueu madrileny, comprà tots els terrenys del senyoriu, els quals va vendre en 1921 a una família de Requena (Jordá) i a sis xerans. Anys més tard els Jordá van vendre les seues terres a altres xerans.

## Demografia
| 1990 | 1992 | 1994 | 1996 | 1998 | 2000 | 2002 | 2004 | 2006 | 2007 |
| ---- | ---- | ---- | ---- | ---- | ---- | ---- | ---- | ---- | ---- |
| 630  | 618  | 615  | 582  | 567  | 567  | 543  | 525  | 502  | 664  |

## Economia
La seua economia es basa fonamentalment en l'agricultura. En el secà es conreen ametllers, oliveres, vinya i cereals. Els regadius reben aigües de les fonts de l'Ermita, els Oms i Gabriel, i s'hi conreen blat de moro, patates, cebes i altres hortalisses. Es cria bestiar llanar.
Destaca també el turisme d'interior, relacionat amb el reclam turístic de l'entorn natural.

## Política i govern

### Composició de la Corporació Municipal
El Ple de l'Ajuntament està format per 7 regidors. En les eleccions municipals de 26 de maig de 2019 foren elegits 5 regidors del Partit Socialista del País Valencià (PSPV-PSOE) i 2 del Partit Popular (PP).
| Eleccions municipals de 26 de maig de 2019 - Xera                                                                 |                                          |                                     |                                     |      |          |          |
| Candidatura | Candidatura                              | Candidatura                         | Cap de llista                       | Vots | Vots     | Regidors |
| | Partit Socialista del País Valencià-PSOE |                                     | Alejandro Portero Igual             | 230  | 64,25%   | 5 ()     |
| | Partit Popular                           |                                     | Carlos Montesinos Pérez             | 124  | 34,64%   | 2 ()     |
| | Vots en blanc                            |                                     |                                     | 4    | 1,12%    |          |
| Total vots vàlids i regidors                                                                                      | Total vots vàlids i regidors             | Total vots vàlids i regidors        | Total vots vàlids i regidors        | 358  | 100 %    | 7        |
| | Vots nuls                                | Vots nuls                           | Vots nuls                           | 4    | 1,10%    |          |
| Participació (vots vàlids més nuls)                                                                               | Participació (vots vàlids més nuls)      | Participació (vots vàlids més nuls) | Participació (vots vàlids més nuls) | 362  | 84,58%** |          |
| Abstenció | Abstenció                                | Abstenció                           | Abstenció                           | 66*  | 15,42%** |          |
| Total cens electoral                                                                                              | Total cens electoral                     | Total cens electoral                | Total cens electoral                | 428* | 100 %**  |          |
| Alcalde: Alejandro Portero Igual (PSPV) (15/06/2019)                                                              |                                          |                                     |                                     |      |          |          |
| Fonts: JEC, JEZ Requena, Periòdic Ara. (* No són vots sinó electors. ** Percentatge respecte del cens electoral.) |                                          |                                     |                                     |      |          |          |

### Alcaldia
Des de 2007 l'alcalde de Xera és Alejandro Portero Igual, del Partit Socialista del País Valencià (PSPV).
| Període                       | Alcalde o alcaldessa     | Partit polític | Data de possessió | Observacions |
| ----------------------------- | ------------------------ | -------------- | ----------------- | ------------ |
| 1979–1983                     | Salvador García Martínez | IND            | 19/04/1979        | --           |
| 1983–1987                     | Juan Martínez García     | AP-PDP-UL-UV   | 28/05/1983        | --           |
| 1987–1991                     | Juan Martínez García     | AP             | 30/06/1987        | --           |
| 1991–1995                     | Juan Martínez García     | PP             | 15/06/1991        | --           |
| 1995–1999                     | Juan Martínez García     | PP             | 17/06/1995        | --           |
| 1999–2003                     | Juan Martínez García     | PP             | 03/07/1999        | --           |
| 2003–2007                     | Juan Martínez García     | PP             | 14/06/2003        | --           |
| 2007–2011                     | Alejandro Portero Igual  | PSPV-PSOE      | 16/06/2007        | --           |
| 2011–2015                     | Alejandro Portero Igual  | PSPV-PSOE      | 11/06/2011        | --           |
| 2015–2019                     | Alejandro Portero Igual  | PSPV-PSOE      | 13/06/2015        | --           |
| 2019-2023                     | Alejandro Portero Igual  | PSPV-PSOE      | 15/06/2019        | --           |
| Des de 2023                   | n/d                      | n/d            | 17/06/2023        | --           |
| Fonts: Generalitat Valenciana |                          |                |                   |              |

## Monuments

### Monuments religiosos
- Església de Nostra Senyora dels Àngels. La seua construcció es remunta a principis del segle xix. En els últims anys s'hi ha dut a terme una restauració important.
- Ermita dels Àngels. L'ermita va ser construïda en 1681 a costa del senyor Vicente Jordá.

### Monuments civils
- Castell de Xera. És una fortalesa d'origen musulmà, que es localitza en un tossal situat a un quilòmetre de la població, des del qual es dominava l'horta circumdant, el congost de Tormagal i el viari a Requena. Es tracta d'una construcció de planta quadrangular amb alts murs, torrasses en els cantons i torre de l'homenatge en el centre, totes elles de secció quadrada i caracteritzades per la sobrietat de línies, fabricades en tapial i maçoneria. S'observen també trams de mur realitzats amb carreus, així com altres tècniques constructives degudes a diferents etapes.

- Casa del Comte. Erigida per la família de Mompalau (Comtes de Xestalgar), data de finals del segle xvi o principis del XVII.

- Presa de l'Embassament del Buseo. De principis de segle xx, va ser el primer que es construí en la conca del Túria.

## Llocs d'interés
- Parc Natural de Xera-Sot de Xera.
- Embassament del Buseo.
- Parc Geològic de Xera. Des de la seua inauguració en 1999, constituïx l'únic parc geològic que existix al País Valencià i el tercer que es realitza a Espanya, sent el més complet de tots. Compta amb un museu on s'exposen col·leccions de fòssils, roques i minerals, així com làmines i fotografies de les diverses estructures tectòniques de l'entorn.

## Festes i celebracions
Xera celebra les seues festes patronals a la Verge dels Àngels el 2 d'agost i a Sant Josep el 3 d'agost, per això habitualment es declara una setmana de festes que comença el dia 1 d'eixe mes i acaba el 6. També se celebren les festes dels quintos, el dia 17 de gener (Sant Antoni) i la festa de Los mayos el 30 d'abril.